# Saliocleta
Saliocleta is een geslacht van vlinders van de familie tandvlinders (Notodontidae).

## Soorten
- S. aperta Joannis, 1929
- S. barasamphia Schaus, 1928
- S. dejoannisi Schintlmeister, 1997
- S. nannion Kiriakoff, 1974
- S. nonagrioides Walker, 1862
- S. nubila Kiriakoff, 1962
- S. widagdoi Schintlmeister, 1994